# Cevdet Sunay
Ahmet Cevdet Sunay (né le 10 février 1899 à Trabzon et mort le 22 mai 1982 à  Istanbul) est un militaire et homme d'État turc. Il est le cinquième président de la république de Turquie.

## Biographie
Cevdet Sunay fait ses études dans des écoles militaires. Il est fait prisonnier par les Anglais pendant la Première Guerre mondiale. Libéré en 1918, il participe à la guerre d'indépendance, sous le commandement de Mustafa Kemal Atatürk.
Il occupe plusieurs postes au sein de l'armée en tant qu'officier et finalement devient le chef d'État-major en 1960. Il est élu par la Grande assemblée nationale de Turquie à la présidence le 28 mars 1966. Il accueille le général de Gaulle en visite officielle en Turquie, en octobre 1968.
Après avoir terminé son mandat en 1973, il devient sénateur à vie et meurt en 1982.
Le couple Cevdet-Atifet Sunay a trois enfants.